# Classe Centauro
A Classe Centauro de lanchas de fiscalização teve origem na Classe Argos, sendo por isso alternativamente denominada por Classe Argos - 2ª Série. As principais diferenças em relação à Classe Argos estão no armamento e no alumínio do casco. As lanchas desta classe têm sido construídas no Arsenal do Alfeite, e nos Estaleiros Navais do Mondego a partir de 2000.
Em 2007, uma lancha desta classe, o NRP Sagitário, tornou-se no primeiro navio de guerra da Marinha Portuguesa a ser comandado por uma mulher, a segundo-tenente Gisela Antunes.

## Unidades
| Número de Amura | Nome          | Comissão | Estado     |
| --------------- | ------------- | -------- | ---------- |
| P 1155          | NRP Centauro  | 2000     | Em serviço |
| P 1156          | NRP Oríon     | 2001     | Em serviço |
| P 1157          | NRP Pégaso    | 2001     | Em serviço |
| P 1158          | NRP Sagitário | 2001     | Em serviço |